# Swissinfo

Logo webu swissinfo.cz

Swissinfo je devítijazyčný informační portál švýcarské veřejnoprávní společnosti SRG SSR. Jeho obsah je zaměřen na Švýcarsko a poskytující informace z různých oblastí života: politiky, ekonomiky, umění, vědy, vzdělávání a cestovního ruchu.